# Michael Sporn
Michael Sporn (* 23. April 1946 in New York City; † 19. Januar 2014 ebenda) war ein US-amerikanischer Animator, Filmregisseur und Drehbuchautor, der durch seine Filmadaptionen von Kinderbüchern und Märchen bekannt wurde.

## Leben
Sporn begann in den 1970er-Jahren für John Hubley und Faith Hubley als Animator zu arbeiten und war unter anderem an den Filmen Cockaboody, Everybody Rides The Carousel und der Letterman-Reihe beteiligt. Mit Richard Williams arbeitete er 1977 am Trickfilm Raggedy Ann and Andy: A Musical Adventure.
Im Jahr 1980 gründete Sporn sein eigenes Animationsstudio Michael Sporn Animation. In der Folgezeit entstanden zahlreiche Animationsfilme und -serienfolgen vor allem für das Fernsehen. Erfolgreich wurde er vor allem mit seinen Adaptionen von Kinderbüchern, darunter Morris’ Disappearing Bag (1982) nach einem Kinderbuch von Rosemary Wells, sowie Doctor de Soto nach einem Kinderbuch von William Steig. Doctor De Soto erhielt 1985 eine Oscarnominierung in der Kategorie Bester animierter Kurzfilm. Eine weitere Verfilmung eines Buchs von William Steig wurde 1989 Abel’s Island, die eine Emmynominierung erhielt und von PBS im Rahmen der Reihe Long Ago & Far Away ausgestrahlt wurde. Für den auf HBO ausgestrahlten Kinderfilm The Story of Dancing Frog nach einem Buch von Quentin Blake erhielt Sporn einen CableACE Award. Mehrfach adaptierte Sporn Werke von Hans Christian Andersen, darunter The Red Shoes (1989) und The Little Match Girl (1990).
Sporn starb im Alter von 67 Jahren am 19. Januar 2014 in Manhattan an Bauchspeicheldrüsenkrebs.

## Filmografie (Auswahl)
- 1980: Byron B. Blackbear and the Scientific Method
- 1981: Why We Need Doctors: No Measles, No Mumps for Me
- 1982: Morris’s Disappearing Bag
- 1984: Doctor DeSoto
- 1985: The Amazing Bone
- 1986: The Mysterious Tadpole
- 1987: Lyle, Lyle Crocodile: The Musical – The House on East 88th Street (TV)
- 1987: Santabear’s High Flying Adventure
- 1988: Max’s Christmas
- 1988: Abel’s Island
- 1989: What’s Under My Bed?
- 1989: The Story of the Dancing Frog
- 1989: The Hunting of the Snark
- 1989: Baby’s Storytime
- 1989: The Red Shoes (TV)
- 1990: Earthday Birthday
- 1990: Mike Mulligan and His Steam Shovel
- 1990: The Marzipan Pig
- 1990: The Little Match Girl (TV)
- 1991: The Day Jimmy’s Boa Ate the Wash
- 1991: Max’s Chocolate Chicken
- 1991: The Emperor’New Clothes (TV)
- 1991: Jazztime Tale (TV)
- 1991: Ira Sleeps Over (TV)
- 1992: Nonesense and Lullabyes: Nursery Rhymes
- 1992: A Child’s Garden of Verses (TV)
- 1992: Nightingale (TV)
- 1992: The Poky Little Puppy’s First Christmas
- 1992: Nonesense and Lullabyes: Poems
- 1992: Monty
- 1993: The Talking Eggs (TV)
- 1993: The Country Mouse & the City Mouse: A Christmas Tale (TV)
- 1994: Whitewash (TV)
- 1995: The Land of the Four Winds
- 1997: White Fang
- 1997: The Ten Commandments
- 1997: Champagne
- 1999: Leo the Late Bloomer
- 2000: Yo! Yes?
- 2002: I, Crocodile
- 2002: Mäuse auf der Flucht (The Night Before Christmas: A Mouse Tale) (TV)
- 2002: Mona Mon Amour
- 2004: Happy to Be Nappy and Other Stories of Me (TV)
- 2005: The Man Who Walked Between the Towers
- 2006: Reading to Your Bunny
- 2013: Poe

## Auszeichnungen (Auswahl)
- 1984: OIAF Award – Films for Children, Ottawa International Animation Festival, für Doctor De Soto
- 1985: Oscarnominierung, Bester animierter Kurzfilm, für Doctor De Soto
- 1989: Nominierung Emmy Award, Outstanding Animated Program, für Abel’s Island
- 1991: CableACE Award für The Story of the Dancing Frog
- 1993: CableACE Award für Ira Sleeps Over
- 1994: Christal Heart Award, Heartland Film Festival, für Monty
- 1994: Children’s Jury Award – Animated Short Film or Video Over 15 Minutes, Chicago International Children’s Film Festival für Whitewash
- 1995: Christal Heart Award, Heartland Film Festival, für Whitewash
- 1996: Rights of the Child Award des Chicago International Children’s Film Festival für Champagne
- 1997: Christal Heart Award, Heartland Film Festival, für Champagne
- 2006: OIAF Award – Best Short Animation Made for Children, Ottawa International Animation Festival, für The Man Who Walked Between the Towers